# Altimétrie
L'altimétrie est la détermination et la mesure des altitudes d'un lieu ou d'une région donnée. Sa détermination débouche généralement sur la conception d'une carte topographique où les altitudes sont indiquées sous la forme de points locaux ou sous la forme d’isohypses. L'altimétrie est également la technique qui permet de calculer avec le moins d'erreurs possibles, l'altitude d'un aéronef.

## Méthodes
La détermination de l'altimétrie peut se faire « sur le terrain » grâce à un altimètre ou un GPS. 
L'altimétrie satellitale utilise quant à elle des satellites artificiels placés en orbite autour de la Terre. Des satellites comme Topeix-Poséidon mesurent également le niveau de la mer.
L'altimétrie barométrique utilise un altimètre.

## Aéronautique
L'altimètre barométrique est le principal instrument utilisé en aéronautique pour déterminer l'altitude d'un aéronef. Le principe de fonctionnement d'un altimètre est sensiblement le même que celui d'un baromètre, sauf que la couronne extérieure donnant les indications est graduée en pieds ou en mètres. Il indique une altitude-pression basé sur la correspondance théorique entre la pression et l'altitude, qui diffère de l'altitude réelle du fait des caractéristiques et des variations de l'atmosphère dans laquelle il se trouve. Mais la différence étant la même pour tous les aéronefs se situant à un endroit donné, l'altitude pression est utilisée par le service du contrôle aérien comme référence pour la séparation verticale à haute altitude. 
Pour l'atterrissage ou l'évitement du relief, le pilote doit apporter des corrections à l'altimètre en lui affichant un calage altimétrique approprié, et utiliser le radioaltimètre (mesurant par radar la hauteur au-dessus du sol) ou le récepteur GPS, si l'avion en est équipé.

## Prospective
Le prochain satellite est le satellite radar TanDEM-X (allemand) qui aurait dû être lancé le 21 juin 2010, jumeau de TerraSAR-X  lancé en 2007. Le couple de satellites (distants de quelques centaines de mètres l'un de l'autre) formera un interféromètre radar. Il leur faudra 3 ans pour produire la cartographie numérique attendue (150 millions de km2 à couvrir). La résolution sera de 12 mètres (la largeur d'une route), pour une  précision verticale de 2 mètres.